# إريك أورباخ (مصور)
إريك أورباخ (بالتشيكية: Erich Auerbach)‏ هو مصور تشيكي، ولد في 12 ديسمبر 1911 في سوكولوف في التشيك، وتوفي في 1977 في لندن في المملكة المتحدة.

## وصلات خارجية
- إريك أورباخ على موقع ميوزك برينز (الإنجليزية)
- إريك أورباخ على موقع ديسكوغز (الإنجليزية)